# Aboubacar Sana
Pour les articles homonymes, voir Sana.
Vous pouvez aider à l'améliorer ou bien discuter des problèmes sur sa page de discussion.
- Il ne s’appuie pas, ou pas assez, sur des sources secondaires ou tertiaires. (Marqué depuis juin 2025)
- Il est orphelin : moins de trois articles lui sont liés. Aidez à ajouter des liens en plaçant le code [[Aboubacar Sana]] dans les articles relatifs au sujet. (Marqué depuis juin 2025)

- Archive Wikiwix
- Bing
- Cairn
- DuckDuckGo
- E. Universalis
- Gallica
- Google
- G. Books
- G. News
- G. Scholar
- Persée
- Qwant
- (zh) Baidu
- (ru) Yandex
- (wd) trouver des œuvres sur Wikidata

Aboubacar Sana, né en 1950 à Nobéré (province de Zoundwéogo), est un imam burkinabè.

## Biographie
Formé au Ghana, il étudie au Caire, à Damas, à Bagdad et surtout à Médine, où il passe dix ans et obtient une licence d'enseignement. Il enseigne à Madagascar, hésite à émigrer au Canada, puis rentre au Burkina Faso en 1980. Il y enseigne à la médersa de la Communauté musulmane, celle du Mouvement sunnite et à l’école franco-arabe de l’Association Al-Itiad Islami. 
En 1997, il devient président de la Communauté musulmane du Burkina Faso et imam de la grande mosquée de Ouagadougou. En 2004, il laisse la présidence de la CMBF.